# Anti-Mortem
Anti-Mortem (lateinisch: Gegen den Tod) war eine US-amerikanische Southern-Rock/Heavy-Metal-Band aus Chickasha, Oklahoma. Die Band stand bei Nuclear Blast unter Vertrag und veröffentlichte ein Studioalbum.

## Geschichte
Die Band wurde im Jahre 2008 vom Sänger Larado Romo gegründet. Komplettiert wurde die Band durch Romos Bruder Nevada (Gitarre), Bassist Zain Smith und Schlagzeuger Mitchell Henderson. Der Bandname leitet sich vom Begriff ante mortem ab, den die Musiker aus Unwissenheit falsch geschrieben haben. Später wechselte Zain Smith an die Gitarre, während Corey Henderson den Bass übernahm. Schlagzeuger Mitchell wurde durch Levi Dickerson ersetzt. Anti-Mortem nutzten in ihrer Frühphase eine Scheune auf dem Hof von Zain Smiths Eltern als Proberaum und nahmen mehrere Demos auf.
Es folgten über 300 Konzerte im Vorprogramm verschiedener Bands wie Anthrax, Killswitch Engage oder Five Finger Death Punch. Nach einem Konzert im Vorprogramm von Skinlab war deren Sänger Steev Esquivel von Anti-Mortem begeistert und empfahl die Band dem damaligen A&R-Manager von Roadrunner Records Monte Connor. Connor wollte die Band unter Vertrag nehmen, was durch Massenentlassungen bei dem Label verhindert wurde. Die Band verhandelte daraufhin erfolglos mit Century Media. Im Februar 2013 wurde die Band von Nuclear Blast Entertainment, dem neuen Arbeitgeber von Monte Connor, unter Vertrag genommen.
Im März 2013 nahm die Band ihr Debütalbum auf. Produziert wurde New Southern von Bob Marlette, der zuvor schon mit Bands wie Black Stone Cherry oder Shinedown gearbeitet hat. Es folgten Tourneen in Nordamerika im Vorprogramm von Holy Grail und Monster Magnet. Die Veröffentlichung von New Southern erfolgte am 25. April 2014. Für den Sommer 2014 ist eine Tournee im Vorprogramm von Machine Head und Lacuna Coil geplant. Das Album wurde bei den Metal Hammer Awards 2014 in der Kategorie „Bestes Debütalbum“ nominiert, der Preis ging jedoch an die Band Beastmilk. Im Oktober 2014 verkündeten Anti-Mortem ihre Auflösung, nachdem der Bassist Corey Henderson auf familiären Gründen ausstieg und sich die Romo-Brüder musikalisch anders orientieren wollten.

## Stil
Sänger Larado Romo beschrieb die Musik von Anti-Mortem als eine Verbindung aus lauten Gitarren, harten Rock-Riffs und der Melodie und Energie des Heavy Metal. Ihr Plattenlabel beschrieb die Musik von Anti-Mortem als eine „Elefantenhochzeit zwischen Pantera und Black Stone Cherry, bei der die Trauzeugen Alter Bridge und Black Label Society“ heißen. Gitarrist Zain Smith nannte Led Zeppelin, Hurt und Mudvayne als direkte Einflüsse. Als weitere Referenzen wurden in Rezensionen des Debütalbums Metallica, Rob Zombie und Creed, Nickelback und Shinedown sowie Megadeth genannt.

## Diskografie

### Album
- 2014: New Southern

### Musikvideo
- 2013: Stagnant Water
- 2014: 100% Pure American Rage